# 凯南·卡拉曼
凯南·卡拉曼（土耳其語：Kenan Karaman；1994年3月5日—）是一位土耳其足球運動員，在場上的位置是中鋒。他現在效力於沙爾克04。他也曾代表国家队参加2020年欧洲足球锦标赛。